# Rio da Cruz
O rio da Cruz é um curso de água que banha o município de Patos, no estado da Paraíba, no Brasil Surge no maciço Teixeira, município de Imaculada, atravessa Mãe d'Água, se encontrando com o rio da Farinha à altura do bairro de Santo Antônio, onde forma o principal curso de água temporário, que corta a cidade no sentido sul-norte, o rio Espinharas.
O rio da Cruz, o lírico imenso, na frase carinhosa da sétima década do século XX, pronunciada pelo escritor Allyrio Wanderley, "é um privilégio da natureza". E como descreveu José Permínio Wanderley, em seu livro Retalhos do Sertão, um braço nasce no pequeno planalto no sopé do Pico, em terras alcatifadas e altamente ferozes das propriedades Aliança, Amparo, Jabre, Santo Antônio e Bom Conselho. O outro braço, muito bem encachoeirado, nasce em Santo Aleixo e, ambos unidos, sofrem o abraço pouco amigo das penedias impressionantes  da pequena cidade de Mãe d'Água, para espraiar-se em "uberosas campinas aluviais", de Santa Maria Gorete, Santo Estévão, Boi do Brito, Cruz, Campo Comprido e outros, sem esquecer seus afluentes de baixios igualmente férteis, das propriedades Urtigas, Ilhas, Várzea de Jurema etc. 